# Soul Searchin'
| Recensione              | Giudizio |
| ----------------------- | -------- |
| AllMusic                | [ 1 ]    |
| Dizionario del Pop-Rock | [ 2 ]    |

Soul Searchin' è il terzo album discografico solistico di Glenn Frey, pubblicato dalla casa discografica MCA Records nell'agosto del 1988.

## Tracce

### LP
Lato A (MCA 7822)
Testi e musiche di Glenn Frey e Jack Tempchin.
1. Livin' Right – 5:07
2. Some Kind of Blue – 4:40
3. True Love – 4:40
4. Can't Put Out This Fire – 5:04
5. I Did It For Your Love – 4:00

Lato B (MCA 7823)
Testi e musiche di Glenn Frey e Jack Tempchin, eccetto dove indicato.
1. Let's Pretend We're Still in Love – 4:51
2. Working Man – 3:25
3. Soul Searchin' – 5:38 (Glenn Frey, Jack Tempchin, Duncan Cameron)
4. Two Hearts – 4:01 (Hawk Wolinski, James Newton Howard)
5. It's Your Life – 4:58 (Glenn Frey, Steve Thoma)

### CD
Edizione CD del 2011, pubblicato dalla Geffen Records (UICY-75004)
Testi e musiche di Glenn Frey e Jack Tempchin, eccetto dove indicato.
1. Livin' Right – 5:07
2. Some Kind of Blue – 4:40
3. True Love – 4:40
4. Can't Put Out This Fire – 5:04
5. I Did It For Your Love – 4:00
6. Let's Pretend We're Still in Love – 4:51
7. Working Man – 3:25
8. Soul Searchin' – 5:38 (Glenn Frey, Jack Tempchin, Duncan Cameron)
9. Two Hearts – 4:01 (Hawk Wolinski, James Newton Howard)
10. It's Your Life – 4:58 (Glenn Frey, Steve Thoma)
11. It's Cold in Here – 3:48 (Glenn Frey, Duncan Cameron) – Traccia bonus

## Formazione
- Glenn Frey - voce, cori, chitarra, tastiera, basso, batteria, percussioni, cori di sottofondo
- David Wolinski - tastiera
- The Heart Attack Horns - strumenti a fiato
- Russ Kunkel - batteria
- Steve Forman - percussioni
- Michael Landau - chitarra
- Barry Beckett - tastiera
- John Robinson - batteria
- Robbie Buchanan - tastiera
- Ralph MacDonald - percussioni
- Steve Nathan - tastiera
- Duncan Cameron - chitarra, cori
- David Hood - basso
- Roger Hawkins - batteria
- Paul Jackson Jr. - chitarra
- Steve Thoma - tastiera
- Neil Stubenhaus - basso
- Bruce Gartsch - chitarra
- David Chamberlain - basso
- Prairie Prince - batteria
- Bill Bergman - sax
- Al Garth - sax
- Chris Mostert - sax
- Timothy B. Schmit, Max Carl, Roy Galloway, Julia Waters, Maxine Waters - cori

Note aggiuntive
- Elliot Scheiner e Glenn Frey - produttori
- Hawk Wolinski - co-produttore (brani: Livin' Right e I Did It For Your Love)
- Hawk Wolinski e James Newton Howard - co-produttori (brano: Two Hearts)
- Ivy Skoff - coordinatore della produzione
- Registrazioni effettuate al: Fool on the Hill, Studio 55, Bill Schnee Studio, Ocean Way Recording, Cherokee Studios e Capitol Studios (Los Angeles, California)
The Hit Factory e Automated Sound (New York City, New York)
Muscle Shoals Sound (Muscle Shoals, Sheffield, Alabama)
The Sandbox (Connecticut)
- Elliot Scheiner, Ray Blair, Jack Joseph Puig, Dan Garcia, Alec Head e Glen Holguin - ingegneri delle registrazioni
- Julie Last, Frank Dooken, Jim Singer, Mike Harlow, Robin Laine, Ken Felton, Jordan D'Alessio, Ted Blaisdell, Vicki Lancaster, Paul Winger e Charlie Paakkari - secondi ingegneri delle registrazioni
- Rhonda Schoen - digital editing
- Mastering effettuato al Sterling Sound di New York da Ted Jensen
- J.A. - art direction copertina album originale
- Dennis Keeley - fotografia copertina album originale
- DZN (The Design Group) - design copertina album originale
- The Fitzgerald-Hartley Co. - management[4]

## Classifica
Album
| Anno | Classifica    | Posizione raggiunta |
| ---- | ------------- | ------------------- |
| 1988 | Billboard 200 | 36                  |

Singoli
| Anno | Titolo del brano | Classifica            | Posizione raggiunta |
| ---- | ---------------- | --------------------- | ------------------- |
| 1988 | True Love        | Billboard Hot 100     | 13                  |
| 1989 | Livin' Right     | Billboard Hot 100     | 90                  |
| 1988 | True Love        | Mainstream Rock Songs | 15                  |
| 1988 | True Love        | Adult Contemporary    | 2                   |
| 1989 | Soul Searchin'   | Adult Contemporary    | 5                   |
| 1989 | Livin' Right     | Adult Contemporary    | 22                  |